# 许昌关帝庙
许昌关帝庙，位于中华人民共和国河南省许昌市魏都区许继大道西段7号霸陵公园内，是全国八大关庙之一。2013年5月，被国务院列入第七批全国重点文物保护单位名单中。

## 简介
它是为纪念关羽灞陵桥挑袍而建的祠庙，由凭吊者和当地民众捐资捐地、州官资助兴建而成，建于清朝康熙28年（公元1689年）。庙中文物展示了后人对关羽“忠、义、仁、勇”精神的崇敬，尤其是在大殿内把关羽和曹操同殿供奉，成为独特的文化现象。
现存的古建筑群占地面积11026平米。中轴线主建筑有山门、仪门、卷棚、大殿、春秋阁；中轴线两侧有钟楼、鼓楼、东西配殿、东西厢房等，形成三进院、九殿一阁的建筑布局。整个建筑布局严谨完整，庄重典雅。关帝庙现有明清碑碣50余通，为研究三国文化提供了重要史料。
1991年成为市级文物保护单位；2000年9月25日被河南省政府列为河南省级文物保护单位。